# マンフレート・フォン・ブラウヒッチュ
マンフレート・ゲオルグ・ルドルフ・フォン・ブラウヒッチュ（Manfred Georg Rudolf von Brauchitsch、1905年8月15日 - 2003年2月5日）は、ドイツのレーシングドライバー。
メルセデス・ベンツのレース活動において栄光の時代とされる、1930年代のシルバーアロー時代のレギュラードライバーの一人だったことで知られる。

## 概要
ブラウヒッチュはシルバーアロー時代のメルセデスチームに1934年の同チームの復帰戦から1939年の最後のレースまで在籍し、なおかつその期間において常にレギュラードライバーの主力として同チームの栄光を支えた。「シルバーアロー」のそもそもの始まりであるシルバーアロー伝説が生まれるきっかけを作った人物としても知られる（詳細は「シルバーアロー」を参照）。
シルバーアロー時代のメルセデスチームの中で最大の問題児だったとされており、監督のアルフレート・ノイバウアーはブラウヒッチュの扱いに手を焼いた。典型的なユンカー（地主貴族）気質で、その性格は誇り高く傲慢で、チームオーダーに従わなかったり、チームメイトのヘルマン・ラングといざこざを起こして協調を乱すなど、チーム内では何かと問題のある人物だった。
ノイバウアーが見出したドライバーたちの中で、ルドルフ・カラツィオラ、ラング、リチャード・シーマンほどの才能はなかったとされるものの、速いドライバーであったことは否定できない。メルセデスチームにとっての復帰戦だった1934年アイフェルレンネンで優勝しているほか、1937年と1938年のヨーロッパ・ドライバーズ選手権ではどちらもカラツィオラに次ぐランキング2位を獲得している。ブラウヒッチュ自身はタイトルを獲得することはなかったが、レースでは安定して上位を走り、1937年モナコグランプリ、1938年フランスグランプリでは優勝を収めている。
熱情と蛮勇にあふれ、その攻撃的なドライビングスタイルは観客たちからは愛されたが、タイヤを労わったり、ガス欠を避けるために抑えて走ったりするという冷静な判断力に欠け、結果的にそれが大成を阻む大きな要因となった。
不運やミスから勝利や好成績を失うことが多く、「ペッヒフォーゲル」（Der Pechvogel。「不運な鳥」の意）とあだ名された。勝利したレースよりも負けたレースのほうが印象に残るとも評されている。

## 経歴
マンフレート・フォン・ブラウヒッチュはドイツ東部シレジアの古い軍人家系に生まれた。父ヴィクトルはプロイセン王国の将校で、ブラウヒッチュ自身も軍人としての道を歩むことになる。
1913年から1923年にかけてベルリンのギムナジウムで学んだ後、第一次世界大戦後の1923年にドイツ義勇軍のひとつであるエアハルト海兵旅団に加入した。1924年にヴァイマル共和国軍に入隊して正式なドイツ軍人となるが、ドレスデンの軍事学校に通っていた1928年、オートバイによる事故で頭蓋骨を折る怪我を負ったことで除隊した。

### レーシングドライバー
除隊後、ブラウヒッチュはベルリンで舞台俳優になるとともに、1929年から、いとこのハンス・フォン・ツィンマーマン（Hans von Zimmermann）の援助で自動車レースにプライベーターとして参戦するようになった。
ブラウヒッチュは、ツィンマーマン所有のメルセデス・ベンツ・Sを駆ってレースやヒルクライムに出場し、3年ほどの間にいくつかのレースで優勝を挙げた。1932年はダイムラー・ベンツが会社としてのレース活動を休止していたこともあって、同社のワークスチームの監督だったノイバウアーがブラウヒッチュのチームの面倒を個人的に見るようになる。同年5月のアヴスレンネンには特別な流線形のボディをまとったSSKLで挑み、このレースで当時アルファロメオで走っていたカラツィオラを僅差で破って優勝を果たし、一躍名を上げた。

#### 1934年
1934年、ダイムラー・ベンツがレース活動を再開するにあたり、前年の活躍を評価されたブラウヒッチュはノイバウアーによってレギュラードライバーの一人に抜擢された。6月、同チームにとっての復帰初戦であるアイフェルレンネンでブラウヒッチュは優勝を果たし、チームの期待に見事に応えた。このレースは後に「シルバーアロー」の起原となったレースとして知られるようになる。
順調な出だしに見えたが、ブラウヒッチュは「不運」に見舞われる。アイフェルレンネン翌月に同じニュルブルクリンクで開催されたドイツグランプリで練習走行中にクラッシュを起こし、ブラウヒッチュは頭蓋骨と肋骨3本を折る重傷を負ってしまう。続くベルギーグランプリは出走前に棄権し、8月のスイスグランプリには負傷を押して決勝レースに出場したものの、明らかに体調が優れず、この年の残りのレースは全て欠場することになった。

#### 1935年
前年に負った怪我から回復してレースに復帰し、フランスグランプリとベルギーグランプリで2位、スペイングランプリで3位というまずまずの結果を残した。
7月に地元ドイツのニュルブルクリンクで開催されたドイツグランプリは、ブラウヒッチュのレースの中でも最もよく知られたレースだと言われている。このレースでは終始レースをリードしていながら、アルファロメオ・P3を駆って追いすがるタツィオ・ヌヴォラーリに動揺してタイヤを消耗させ、ファイナルラップでリアタイヤをバーストさせて勝利を失い、ドイツグランプリの優勝をイタリアチームとイタリア人に奪われるという失態を演じた。この頃はほとんどのレースでメルセデス・ベンツかアウトウニオンが優勝しており、ヌヴォラーリにとっては殊勲の勝利、ブラウヒッチュにとっては不名誉な敗戦となるこのレースは後々まで語り草となる。この結果はチームメイトだけではなくライバルたちからも同情され、レース後、ルイ・シロンはホテルに見舞いに訪れ、勝者となったヌヴォラーリもブラウヒッチュに花束を贈った。

#### 1936年
1936年はW25を改良したW25ショートカーが大きな失敗に終わったことから、ブラウヒッチュも不振のシーズンを送った。
ブラウヒッチュはこの年のシーズンオフに、あるホテルのバーで、酔った勢いでヒトラーユーゲントの指導者であるバルドゥール・フォン・シーラッハと乱闘騒ぎを起こした。成績不振の年であったことに加えてこの不祥事でチームから放出されることもありえたが、最終的に翌年の契約は更新された。この人事は、ブラウヒッチュの叔父で当時の第1軍団司令官であるヴァルター・フォン・ブラウヒッチュがアドルフ・ヒトラーに近い関係にあったことから、彼らの顔を立てる政治的な判断があったのではないかとも言われている。

#### 1937年
1937年、チームが前年の雪辱を期して投入した「W125」は見事に期待に応えるものだった。ブラウヒッチュはこの年のモナコグランプリで、チームオーダーに逆らい、チームメイトのカラツィオラと激しいバトルを繰り広げ、結果としてカラツィオラの車両がトラブルを来たしたことでレースを制し、選手権レースにおける初優勝を遂げた。
この年は他のレースでも軒並み上位の成績を収めたが、中でも非選手権のドニントングランプリではアウトウニオンのベルント・ローゼマイヤーとの間でその日の観客にとっては生涯忘れられなくなるほどの一騎打ちを演じ、この年のハイライトのひとつになった。このレースでも「ペッヒフォーゲル」らしさを発揮し、80周のレースで61周目まではブラウヒッチュが首位を走っていたのだが、ヘアピンコーナーでタイヤがバーストしてしまい、それが敗因となる。

#### 1938年
1938年は前年からメルセデスチームで参戦を始めたリチャード・シーマン（ディック・シーマン）が本調子となり、チーム内でたびたびポジションを脅かされるが、ブラウヒッチュは前年と同様に安定して上位の成績を収めた。
この年のドイツグランプリでは再び不幸に見舞われる。このレースはブラウヒッチュ、カラツィオラ、シーマンの3名の間でトップが争われ、レース中盤にブラウヒッチュはシーマンから首位を奪ったのだが、給油とタイヤ交換のためピットインした際、燃料が引火して車とブラウヒッチュ自身が炎に包まれ、コクピットからの脱出を余儀なくされる。ブラウヒッチュのレーシングスーツと車両（W154）はすぐに消火され、チームを管轄するNSKKのアドルフ・ヒューンラインから命じられてブラウヒッチュは消火剤まみれになったW154でレースに復帰した。しかし、首位に立ったシーマンの追撃を開始しようとした矢先、ステアリングが緩んで外れ、リタイアを喫することになる。ブラウヒッチュはステアリングの心棒を両手で用心深くつかんで車を操縦してコースサイドに運んだため、幸いなことに、大事には至らなかった。
このトラブルの原因について、チームはピットでブラウヒッチュが脱出する際に一度外したステアリングホイールを適切に再装着できていなかったためだと説明してブラウヒッチュを擁護したが、過度なプレッシャーがかかったことからブラウヒッチュが単にミスを犯したためだとも言われている。このレースは後世ではシーマンの優勝（ナチス政権下のドイツGPにおけるイギリス人ドライバーの優勝）で知られることになるレースだが、この日の主役がブラウヒッチュだったことは観客も認めるところであり、係員の車に乗りステアリングホイールを抱えてピットに戻ってきたブラウヒッチュには同情した観客たちからの声援が送られた。

#### 1939年

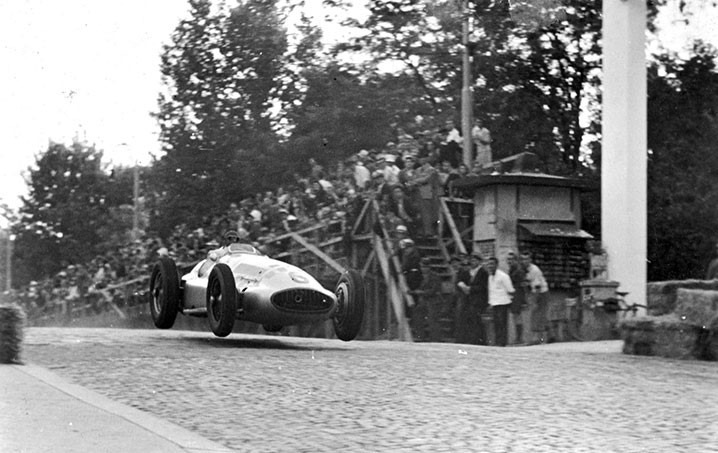
第二次世界大戦開戦直後の1939年ベオグラードグランプリを走るブラウヒッチュ

1939年はヘルマン・ラングがチームのエースの座をカラツィオラから奪うほどの活躍をし、ブラウヒッチュもラングに及ばなかった。9月に第二次世界大戦が開戦したことから、チームはレース活動を停止した。この時点ではまだわからないことだったが、開戦直後の9月3日に走ったベオグラードグランプリは、ブラウヒッチュがメルセデスチームから参戦した最後のレースとなった。

### 第二次世界大戦後
第二次世界大戦が始まるとブラウヒッチュも兵役検査を受けたが、レースで負った数々の怪我から従軍することは却下された。そのため、1940年から1943年にかけてハインリヒ・コッペンベルグの秘書を務め、1944年から1945年にかけては軍需省のコンサルタントとして働いた。
戦後は旧高級軍人の家系ということはブラウヒッチュには不利に働き、困窮を強いられることとなる。名声はあったことから、戦後直後は実業家と組んでオートバイのレースを主催して一時的に成功したが、1949年にはそれも行き詰まることとなる。
1950年頃になってダイムラー・ベンツがレース活動を再開しようと動き始め、ブラウヒッチュも自分を再び起用するよう売り込むが、その頃には50歳近くとなり、酒による衰えもあったブラウヒッチュにはドライバーとしての見込みはもはやないと判断された。1950年に非選手権レースとして開催されたドイツグランプリにプライベーターとして出場し、好走を見せたが、結果はリタイアに終わっている。

### 東ドイツへの亡命とその後
無一文となったブラウヒッチュはドイツ社会主義統一党（SED）のヴァルター・ウルブリヒトをはじめとする共産主義者たちに懐柔され、1951年に東ドイツの出版社が彼の自伝（1953年に刊行された『Kampf um Meter und Sekunden』）を買い取り、それによりブラウヒッチュはバイエルンに別荘を購入できるまでに一財産を築いた。しかし、共産主義勢力に取り込まれたブラウヒッチュの動向は西ドイツ当局に警戒されてたびたび追及を受けることになり、1953年9月30日に共産主義者として逮捕され、半年間留置される。1954年に保釈され、その裁判が進められようとしていた矢先、1955年初めにブラウヒッチュはドイツのソビエト地区（東ドイツ）に亡命した。

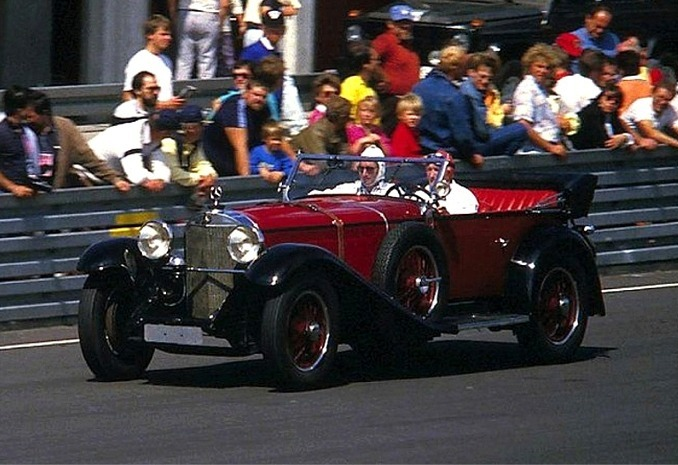
モデルKのデモ走行を行うブラウヒッチュ（1986年ニュルブルクリンク）

高名なブラウヒッチュの亡命は東ドイツ政府から歓迎され、1957年に設立された全ドイツモータースポーツ協会（ADMV）の役員を任され、その後は同国のオリンピック委員会の首脳となり、社会主義国である同国で特権階級の一員として余生を楽しんだ。この立場のため、ある程度の行動の自由が認められ、時折り西ドイツを訪問してダイムラー・ベンツのイベントに参加することもあった。
1989年にベルリンの壁が崩壊し、東西ドイツが統一された後は年齢もあって隠居し、2003年に旧東ドイツ領であるテューリンゲン州シュライツの自宅で死去した。97歳没。1930年代のメルセデスチームのドライバーの中では最も長寿を保ち、21世紀になってから死去した唯一の人物となった。

## レース戦績

### AIACRヨーロッパ選手権
| 年   | 所属チーム            | 車両                     | 1       | 2       | 3       | 4      | 5       | 6       | 7     | EDC     | ポイント |
| ---- | --------------------- | ------------------------ | ------- | ------- | ------- | ------ | ------- | ------- | ----- | ------- | -------- |
| 1934 | ダイムラー・ベンツ AG | メルセデス・ベンツ・W25  | MON     | FRA Ret | GER DNS | BEL WD | ITA     | ESP     |       | –       | –        |
| 1935 | ダイムラー・ベンツ AG | メルセデス・ベンツ・W25  | MON Ret | FRA 2   | BEL 2*  | GER 5  | SUI Ret | ITA Ret | ESP 3 | 3位     | 34       |
| 1936 | ダイムラー・ベンツ AG | メルセデス・ベンツ・W25  | MON Ret | GER 7   | SUI Ret | ITA    |         |         |       | 10位    | 24       |
| 1937 | ダイムラー・ベンツ AG | メルセデス・ベンツ・W125 | BEL Ret | GER 2   | MON 1   | SUI 3  | ITA Ret |         |       | 2位     | 15       |
| 1938 | ダイムラー・ベンツ AG | メルセデス・ベンツ・W154 | FRA 1   | GER Ret | SUI 3   | ITA 3* |         |         |       | 2位     | 15       |
| 1939 | ダイムラー・ベンツ AG | メルセデス・ベンツ・W154 | BEL 3   | FRA Ret | GER Ret | SUI 3  |         |         |       | – (4位) | – (19)   |

- 太字はポールポジション、斜字はファステストラップ。
- * : 同じ車両を使用したドライバーに順位とポイントが配分された。
- 1934年はヨーロッパ・ドライバーズ選手権は設けられていない。
- 1939年のヨーロッパ・ドライバーズ選手権は8月に開催されたスイスGPを最後に中止されたため、統括団体のAIACRは正式なランキングを発表していない。前年と同じルールでポイント換算した場合の順位とポイントを( )内に示した。

## 家族
プロイセン王国の将校である父ヴィクトル（1864年生 - 1925年没）、母オルガ・フォン・ボンスドルフ（1873年生 - 1954年没）との間に生まれた。1938年から1941年にかけてドイツ国防軍の陸軍総司令官を務めたヴァルター・フォン・ブラウヒッチュ陸軍元帥は叔父である。
ブラウヒッチュ自身は第二次世界大戦中に実業家の娘であるジゼラ・フント（Gisela Hundt）と出会い、戦後の1947年12月27日に結婚した。1954年にブラウヒッチュが逮捕されたことで妻ジゼラは自殺未遂事件を起こし、翌年にブラウヒッチュが単独で東ドイツに亡命し、残されたジゼラは1957年に服毒自殺した。翌1958年11月22日にブラウヒッチュは東ドイツでリーゼロッテ・シュナイダー（Lieselotte Schneider）と再婚した。

## エピソード
- レースでは赤いレザーヘルメットをかぶっていた。そのためか、1938年からメルセデスチームのドライバーの識別用に車体前部のグリル部に色が塗られるようになると、ブラウヒッチュには赤が割り当てられた[9]
- ブラウヒッチュは何度か映画に関わっており、1932年公開のドイツ映画『Kampf（英語版）』では主演を務め、レーシングドライバーを演じた[W 5]。その後、1952年公開の自動車レースを題材にしたドイツ映画『Rivalen am Steuer（英語版）』では脚本（原案）として協力している。
- その出自と傲慢な性格から、チームメイトの中でも、ややだらしないところのあるイタリア人のルイジ・ファジオーリと労働者階級出身のヘルマン・ラングのことを見下しており[W 6]、特にラングとはブラウヒッチュがラングに絡むことから喧嘩になることが多く、監督のノイバウアーにとっては頭痛の種だった[10]。ある日の夕食でカラツィオラとラングと同席したブラウヒッチュは、自分とカラツィオラにシャンパンを注文し、ラングには後付けでビールを注文したと言われている[W 6][W 5][W 7]。
- 1939年9月1日、ドイツがポーランドに侵攻し、第二次世界大戦が開戦した。この時にメルセデスチームはベオグラードグランプリ（英語版）に参戦するため、ユーゴスラビアを訪れていた。ドイツのポーランド侵攻の報はチームにも衝撃を与え、決勝日当日の朝、ブラウヒッチュは「祖国が呼ぶ時、フォン・ブラウヒッチュは応ずるべきだ」という伝言を残して、すぐさまベオグラード空港に向かった[8]。それを追いかけてきたノイバウアーは離陸寸前の飛行機に乗り込み、「あと2、3時間、祖国は君と無関係なんだ」と言ってブラウヒッチュをサーキットに連れ戻して「逃亡」を阻止した[8][1]。ブラウヒッチュが乗っていた飛行機は、ドイツ行きではなくスイス行きだった[8][W 6][W 1]。